# Deutsches Tanzabzeichen
Das Deutsche Tanzabzeichen (DTA) ist eine Auszeichnung, die seit 1968 vom Allgemeinen Deutschen Tanzlehrerverband an Tänzerinnen und Tänzer verliehen wird. Neben der Welttanznadel, die üblicherweise nach der Beendigung eines fortgeschrittenen Kurses verliehen wird, gibt es das Deutsche Tanzabzeichen in Bronze, Silber, Gold, Goldstar sowie Super Goldstar Rang I, II und III. Die Bewerber werden, je nach Stufe, in vier bis sechs Tänzen geprüft. Ein ausgebildeter Tanzlehrer fungiert als Prüfer und bewertet die aus den fünf Standardtänzen und den fünf lateinamerikanischen Tänzen ausgewählten Tänze.

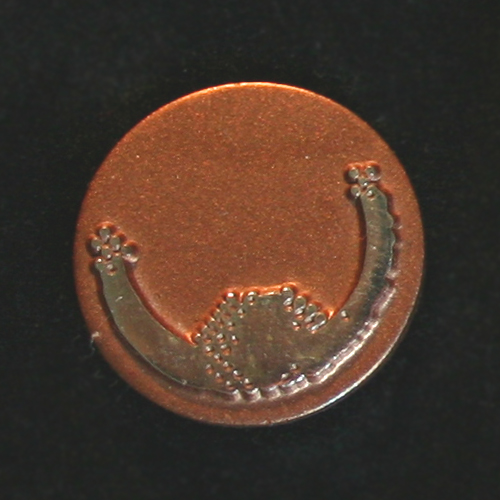
Das Deutsche Tanzabzeichen Bronze
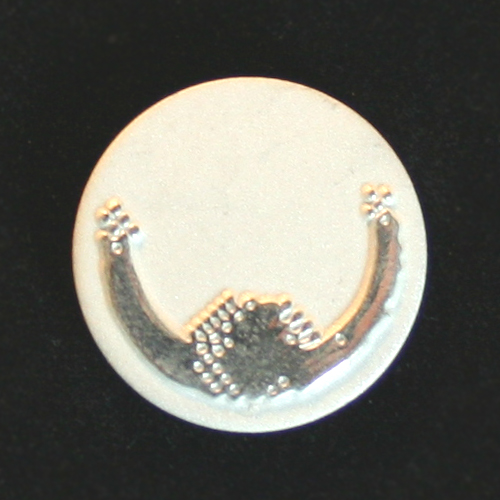
Das Deutsche Tanzabzeichen Silber
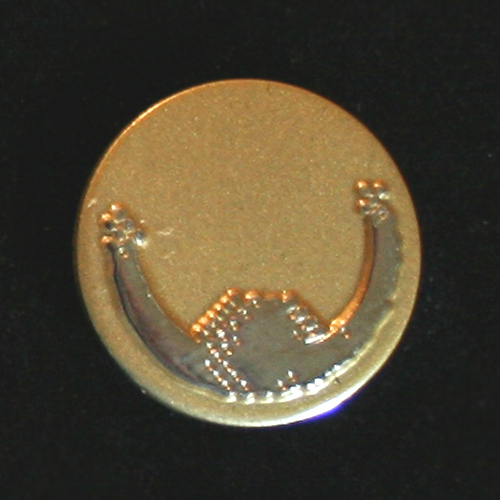
Das Deutsche Tanzabzeichen Gold
Das Deutsche Tanzabzeichen Goldstar
Das Deutsche Tanzabzeichen Super Goldstar Rang I
Das Deutsche Tanzabzeichen Super Goldstar Rang II
Das Deutsche Tanzabzeichen Super Goldstar Rang III

| klassische Standardtänze | klassische Lateintänze |
| ------------------------ | ---------------------- |
| Langsamer Walzer         | Cha-Cha-Cha            |
| Wiener Walzer            | Rumba                  |
| Slowfox                  | Jive                   |
| Tango                    | Samba                  |
| Quickstep/Foxtrott       | Paso Doble             |

Voraussetzung bei der Wahl der Tänze sind die im Tanzkurs gelehrten Tänze, welche im Regelfall aus den fünf Latein- bzw. Standardtänzen bestehen. Discofox, Salsa, Rock ’n’ Roll, Mambo, Lambada oder ähnliches sind nur in Ausnahmefällen und auch nur dann, wenn sie zum Kursprogramm gehörten, zur Prüfung zugelassen.
Das Deutsche Tanzabzeichen ist eine Auszeichnung für praxisbezogenen Gesellschaftstanz und steht daher weder in Konkurrenz noch in Abhängigkeit zum Deutschen Tanzsportabzeichen, das Tanzsportlern die Möglichkeit gibt, ihre Fähigkeiten zu messen.

## Anforderungen

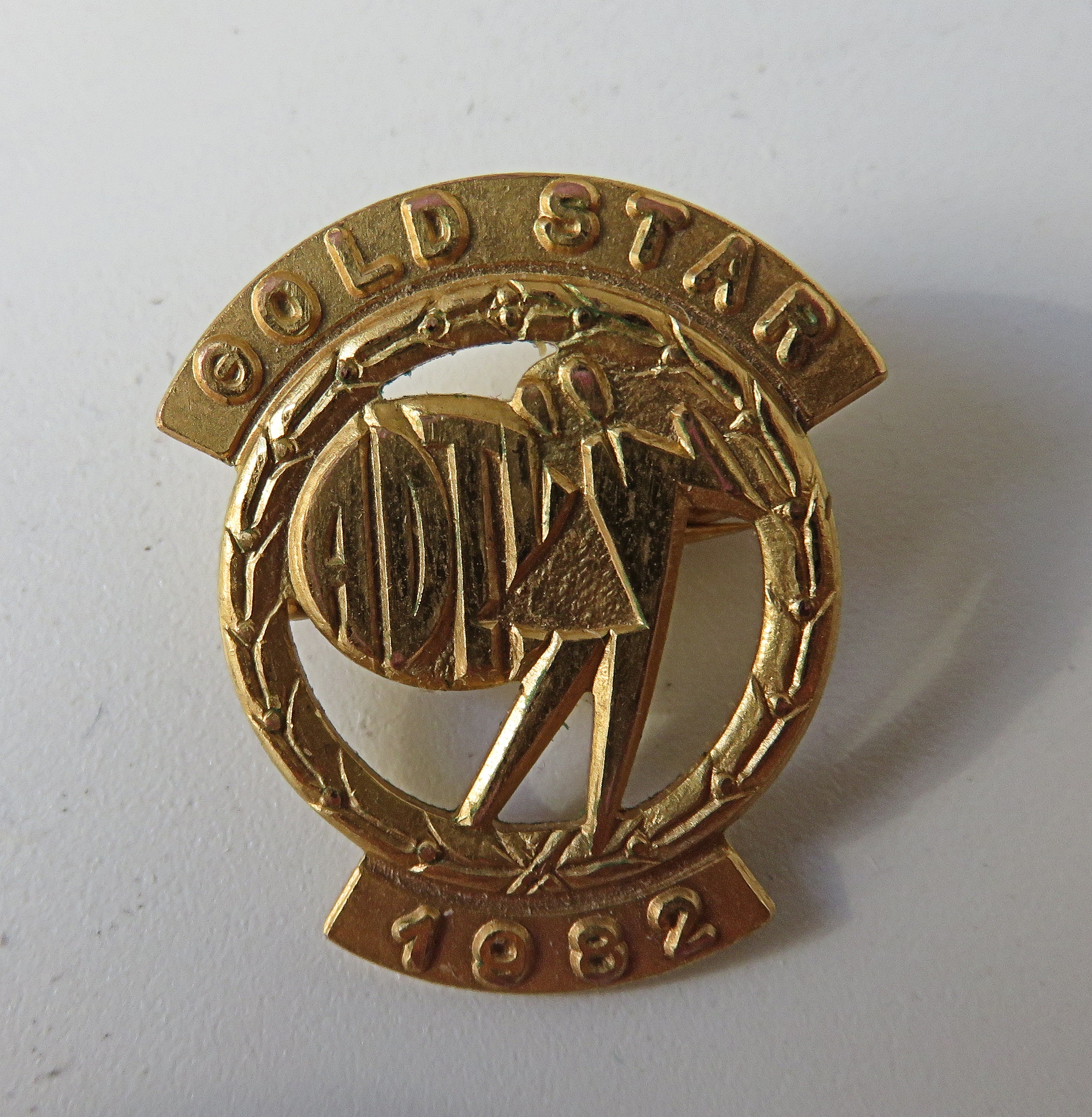
Historisches: Das Tanzabzeichen „Gold Star“ aus dem Jahr 1982

- Bronze – Der Bewerber wird in vier Tänzen seiner Wahl geprüft.
- Silber – Die Zulassungsvoraussetzung ist das bronzene Tanzabzeichen. Der Bewerber wählt hier drei Standardtänze (außer Slowfox) und zwei lateinamerikanische Tänze oder zwei Standard (außer Slowfox) und drei lateinamerikanische Tänze.
- Gold – Für das goldene Tanzabzeichen benötigt man zuerst das Silberne. Es müssen hier vom Bewerber drei Standardtänze (außer Slowfox) und drei lateinamerikanische Tänze gewählt werden.
- Goldstar – Für das Tanzabzeichen Goldstar benötigt man zuerst das goldene Tanzabzeichen. Es müssen vom Bewerber vier Tänze gewählt werden, der Prüfer gibt zwei Tänze vor. Es müssen insgesamt drei Standardtänze und drei lateinamerikanische Tänze getanzt werden. Das nächste Abzeichen kann erst ein Jahr nach dem Goldstar-Abzeichen abgelegt werden.
- Super Goldstar Rang I, II und III – Für das Tanzabzeichen Super Goldstar Rang I benötigt man zuerst das Goldstarabzeichen und ab Rang II den jeweils vorherigen Rang. Bei diesen Prüfungen werden alle Tänze vom Prüfer ausgewählt. Es müssen drei Standardtänze und drei lateinamerikanische Tänze getanzt werden. Es kann innerhalb eines Kalenderjahres immer nur ein Super Goldstar-Abzeichen abgelegt werden.

## Bewertungskriterien

Wertungsbogen

In jeder Medaillenprüfung werden Takt, Körperhaltung und Fußarbeit beurteilt. In Bronze- und Silberprüfungen sind dies die einzigen Kriterien. Ab Gold kommen noch Armlinien, Rhythmus und tänzerische Darbietung dazu.
Jeder Tanz kann mit maximal 15 Punkten bewertet werden. Damit ergeben sich theoretische Höchstpunktzahlen von 60 (Bronze), 75 (Silber) und 90 (ab Gold). Dabei gelten die folgenden Bewertungen:
| Bewertung                  | Bronze  | Silber  | ab Gold |
| -------------------------- | ------- | ------- | ------- |
| nicht bestanden            | 0–29,5  | 0–39,5  | 0–44,5  |
| bestanden                  | 30–44,5 | 40–54,5 | 45–69,5 |
| gut bestanden              | 45–54,5 | 55–69,5 | 70–84,5 |
| sehr gut bestanden         | 55–59,5 | 70–74,5 | 85–89,5 |
| mit Auszeichnung bestanden | 60,0    | 75,0    | 90,0    |